# E88
La ruta europea E88 és una carretera que forma part de la Xarxa de carreteres europees. Comença a Ankara (Turquia) i finalitza a Refahiye (Turquia). Té una longitud de 621 km. Té una orientació d'est a oest i passa per les ciutats d'Ankara, Yozgat, Sivas i Refahiye.